# Jenny und der Herr im Frack (film 1941)
Jenny und der Herr im Frack è un film del 1941 diretto da Paul Martin.

## Produzione
Il film fu prodotto dalla Bavaria Film e dalla Bavaria-Filmkunst

## Distribuzione
Distribuito dalla Bavaria-Filmkunst Verleih, uscì in sala a Berlino il 15 dicembre 1941 dopo essere stato presentato a Vienna il 25 novembre.